# Roy Wegerle
Roy Wegerle (ur. 19 marca 1964 w Pretorii) – amerykański piłkarz grający na pozycji napastnika.

## Kariera klubowa
Wegerle urodził się w Republice Południowej Afryki. Już w 1980 roku jako 16-latek uczestniczył w testach w Manchesterze United, jednak zdecydował się na wyjazd do Stanów Zjednoczonych i na grę w piłce nożnej uniwersyteckiej. Przez dwa lata grał w zespole University of South Florida. W 1982 i 1983 roku był królem strzelców ligi szkolnej. W 1984 roku został wybrany w drafcie NASL do zespołu Tampa Bay Rowdies. W swoim pierwszym sezonie w NASL rozegrał 21 meczów i zdobył 9 goli i wybrano go Debiutantem Roku. Był to jednak ostatni sezon tej ligi. W latach 1984-1986 Roy grał w futsalowej drużynie Tacoma Stars.
Jesienią 1986 roku Wegerle trafił do Anglii, gdzie podpisał kontrakt z tamtejszym zespołem Chelsea F.C. W jego barwach zadebiutował 8 listopada w zremisowanym 2:2 wyjazdowym spotkaniu z Evertonem. Z kolei pierwszego gola w Division One zaliczył w meczu z Queens Park Rangers (3:1). Przez półtora roku nie przebił się jednak do podstawowego składu „The Blues” i 24 marca 1988 został wypożyczony do występującego w Division Two, Swindon Town, dla którego rozegrał 7 spotkań. Przed rozpoczęciem sezonu 1988/1989 został sprzedany za 75 tysięcy funtów do Luton Town i przez półtora roku zdobył dla tego klubu 10 bramek, będąc jego czołowym strzelcem.
W grudniu 1989 Wegerle przeszedł do Queens Park Rangers, a kierownictwo tego klubu zapłaciło za niego milion funtów. W londyńskim klubie po raz pierwszy wystąpił 16 grudnia przeciwko Sheffield Wednesday (0:2). W QPR, podobnie jak w Luton, był najlepszym strzelcem zespołu, a w sezonie 1990/1991 zaliczył 18 trafień w rozgrywkach Division One i stał się jednym z najskuteczniejszych graczy ligi. Jednak po przyjściu do klubu menedżera Gerry’ego Francisa Wegerle stracił miejsce w składzie i w efekcie czego w marcu 1992 został sprzedany za 1,1 miliona funtów do Blackburn Rovers, grającego w Division Two. Na koniec sezonu awansował z Blackburn do nowo powstałej Premiership, a w barwach Rovers grał do rundy wiosennej sezonu 1992/1993. Następnie Amerykanin odszedł do Coventry City za milion funtów, dla którego swoje pierwsze spotkanie rozegrał 13 maja przeciwko Arsenalowi. W Coventry grał do końca sezonu 1994/1995 i zdobył dla tego klubu 9 goli.
Na początku 1996 roku Wegerle podpisał kontrakt z amerykańską ligą piłkarską Major League Soccer. Dzięki temu podpisał kontrakt z zespołem tej ligi, Colorado Rapids. W Colorado grał przez półtora sezonu, a w połowie 1997 roku przeszedł do stołecznego DC United w zamian za Steve’a Rammela. W tym samym sezonie osiągnął swój pierwszy sukces w MLS, którym było wywalczenie mistrzostwa ligi. Wygrał także MLS Supporters' Shield oraz dotarł do finału US Open Cup. W 1998 roku stracił jednak miejsce w składzie drużyny prowadzonej przez Bruce’a Arenę i 26 kwietnia odszedł do Tampa Bay Mutiny w zamian za Roya Lassitera. Dla Mutiny zdobył jednego gola i pod koniec roku zakończył piłkarską karierę.
| Sezon   | Klub                | Kraj              | Rozgrywki           | Mecze | Bramki |
| ------- | ------------------- | ----------------- | ------------------- | ----- | ------ |
| 1986/87 | Chelsea F.C.        | Anglia            | Division One        | 12    | 2      |
| 1987/88 | Chelsea F.C.        | Anglia            | Division One        | 11    | 1      |
| 1987/88 | Swindon Town        | Anglia            | Division Two        | 7     | 1      |
| 1988/89 | Luton Town          | Anglia            | Division One        | 30    | 8      |
| 1989/90 | Luton Town          | Anglia            | Division One        | 15    | 2      |
| 1989/90 | Queens Park Rangers | Anglia            | Division One        | 19    | 6      |
| 1990/91 | Queens Park Rangers | Anglia            | Division One        | 35    | 18     |
| 1991/92 | Queens Park Rangers | Anglia            | Division One        | 21    | 5      |
| 1991/92 | Blackburn Rovers    | Anglia            | Division Two        | 12    | 2      |
| 1992/93 | Blackburn Rovers    | Anglia            | Premiership         | 22    | 4      |
| 1992/93 | Coventry City       | Anglia            | Premiership         | 6     | 0      |
| 1993/94 | Coventry City       | Anglia            | Premiership         | 21    | 6      |
| 1994/95 | Coventry City       | Anglia            | Premiership         | 26    | 3      |
| 1996    | Colorado Rapids     | Stany Zjednoczone | Major League Soccer | 22    | 2      |
| 1997    | Colorado Rapids     | Stany Zjednoczone | Major League Soccer | 14    | 2      |
| 1997    | DC United           | Stany Zjednoczone | Major League Soccer | 17    | 3      |
| 1998    | DC United           | Stany Zjednoczone | Major League Soccer | 5     | 2      |
| 1998    | Tampa Bay Mutiny    | Stany Zjednoczone | Major League Soccer | 12    | 1      |

## Kariera reprezentacyjna
W 1991 roku Wegerle otrzymał obywatelstwo Stanów Zjednoczonych po tym, jak ożenił się z Amerykanką. W reprezentacji tego kraju zadebiutował 30 maja 1992 roku w wygranym 3:1 towarzyskim spotkaniu z Irlandią. W 1994 roku przeszedł artroskopię kolana, ale latem znalazł się w kadrze USA na Mistrzostwa Świata w tym kraju. Tam był rezerwowym zawodnikiem swojej drużyny, ale wystąpił we wszystkich czterech meczach: grupowych ze Szwajcarią (1:1), z Kolumbią (2:1) i z Rumunią (0:1) oraz w 1/8 finału z Brazylią (0:1). W 1998 roku został powołany przez Steve’a Sampsona do kadry na Mundialu we Francji. Tam z kolei zagrał tylko w spotkaniach z Niemcami (0:2) i Iranem (1:2). Mecz z Irańczykami był jego ostatnim w kadrze narodowej, w której wystąpił w niej 41 razy i zdobył 7 goli.